# Manuel Aguilar Muñoz
Manuel Aguilar Muñoz (Tuéjar, Valencia, 1888-Madrid, 1965) fue un editor español, creador de la empresa Editorial Aguilar.

## Biografía
Hijo de José Aguilar García (1849-1919), un maestro rural del pueblo valenciano de Tuéjar, era miembro de una familia muy numerosa y ya desde los doce años tuvo que ocupar diversos puestos de trabajo, uno de ellos en la Editorial Sempere, dirigida por Vicente Blasco Ibáñez. Se escapó de casa a los dieciséis años, en 1904, y marchó a Barcelona, donde subsistió repartiendo periódicos; fue maestro ocasional en una escuela ácrata, corredor de comercio y periodista en el diario que vendía, La Publicidad. A causa de un artículo se le abrió un consejo de guerra y debe huir al Reino Unido, a Liverpool, en concreto; aprovecha para acrecentar su saber en las artes librarias y emigra a París, trabajando como profesor de español en las Escuelas Berlitz; el escritor Ciges Aparicio le consiguió el puesto de corrector de imprenta y traductor a franco la página en la Editorial Louis Michaud, de la que luego llegó a ser gerente en Buenos Aires; se aloja en el mismo hotel Sued del Barrio Latino donde también se alberga Trotski. En París, en 1912, conoció a Rebecca Arié Behar, con quien se casó y con quien adoptó una hija, Encarnación. Tiempo después, trabaja para el sello madrileño Renacimiento en esa misma ciudad bonaerense y, de nuevo, vuelve a Francia para trabajar en la editorial Hachette.
Regresó ya para siempre a España y organizó la Sociedad General Española de Librería (SGEL) extendiendo su distribución a quioscos y librerías de estaciones ferroviarias. Pero su contribución fundamental fue, en 1923, la creación, con un préstamo otorgado por el librero Juan Pueyo, de la empresa M. Aguilar, Editor, posteriormente Aguilar, S. A. de Ediciones, que dirigió hasta su muerte en 1965 y en la que trabajaron destacados intelectuales como Federico Carlos Sainz de Robles y Arturo del Hoyo, así como los traductores, escritores y críticos Rafael Cansinos-Asséns, José Méndez Herrera, Amando Lázaro Ros, Julio Gómez de la Serna, Luis Astrana Marín, José María de Cossío, Lorenzo Riber, Blanca de los Ríos, Agustín Caballero, José Miguel Velloso, Luis Jiménez Martos y otros muchos. Su mujer, Rebecca Arié, fue la responsable directa de labores administrativas en los comienzos de la editorial y consultora perenne de las decisiones más importantes en la historia de Aguilar. Su primer título fue la trilogía La muerte y su misterio (1923) de Camille Flammarion, de la que vendió en un trimestre nueve mil ejemplares, cuando de una novela de Pío Baroja se vendían unos tres mil. En 1924 compra en Londres los derechos de Edgar Wallace, y se hace después con los de George Bernard Shaw y H. G. Wells. Edita los libros de Celia, el famoso personaje de Elena Fortún, y hace, además, la primera edición completa en español de El capital, de Karl Marx, con cuyas ganancias se compró un coche Chrysler Imperial que le es requisado al comenzar la Guerra Civil.

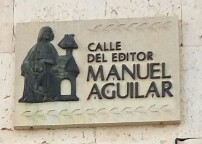
Placa de la calle Editor Manuel Aguilar, en Valencia.

Pasada la guerra, Aguilar tuvo que empezar de nuevo desde cero: compró los derechos de las obras de Benito Pérez Galdós y luego los de Jacinto Benavente y optó como vía adicional de distribución por la venta directa al público, valiéndose con frecuencia de maestros y funcionarios excarcelados, inventó la cuenta corriente de librería (comienzo de lo que será después venta de libros a plazos), abrió dos librerías en las calles de Serrano y de Goya en Madrid y emprende nuevas colecciones, centradas, esta vez, en otras disciplinas científicas, como la Biblioteca de Ciencias Económicas y Sociales y la Colección de Ciencia y Técnica. A partir de 1946, su decisión de expandirse a América Latina creando una filial en Buenos Aires le reporta nuevos logros, y poco después ensancha su producción en Bogotá, Ciudad de México, Montevideo, Caracas… En 1954, aparece otro proyecto destacado, la creación de una sección cartográfica que elabora el Atlas Universal Aguilar, seguido de varios volúmenes como el Atlas Medio, Universal y de España y el Histórico.
Entre las obras publicadas por su editorial, siempre en una cuidada encuadernación de cuero, con un característico papel biblia (el mismo papel de fumar fabricado en Alcoy) y el anagrama editorial de una lamparilla de aceite con el lema Tolle, lege, y lidiando con la feroz censura, destacan las ediciones, supervisadas por Arturo del Hoyo, de Obras completas de Federico García Lorca (1955), con prólogo de Jorge Guillén, probablemente su mayor éxito, pero que solo pudo aparecer sin estragos de censura en su vigésimo-segunda salida; la de Obras selectas -la censura impidió que fueran completas- de Miguel Hernández (1952), en la que intervino Vicente Aleixandre; las de Obras completas de Benito Pérez Galdós, de Tirso de Molina, de Azorín, de Baltasar Gracián y de muchos otros. Importantes fueron también las colecciones, iniciadas en 1928, de Obras Eternas (que incluye no solo las de Miguel de Cervantes, publicadas en ese mismo año de 1928, sino las de William Shakespeare, traducidas por Luis Astrana Marín, y las de Oscar Wilde, Francisco de Quevedo, Fedor Dostoievski y Santa Teresa de Jesús; la Biblioteca de Autores Modernos -Simone de Beauvoir y Mark Twain, entre otros-, y la Colección Joya. Después emprende la Biblioteca de Premios Nobel, donde se encuentra, por ejemplo, la poesía de Pablo Neruda, y en 1943 diseñó y creó la Colección Crisol, de bolsillo, encuadernada en piel (azul para teatro; verde para poesía; rojo para biografías,
viajes, novelas… y, por último, en corinto, los ensayos y otros temas religiosos, históricos, filosóficos), de la que se publicaron cuatrocientos títulos a lo largo de quince años, empezando por el de Disraeli (1943), y la serie Especial Crisolín, tomitos de 8 por 6 cm que actualmente son muy apreciados por los bibliófilos. También se aproximó a la literatura infantil y juvenil con la creación en 1955 de la colección «El Globo de Colores», dirigida por Antonio Jiménez-Landi.
En 1959 concedió a Marino Gómez-Santos una larga entrevista publicada en el diario Pueblo y en ese mismo año fundó en Tuéjar, su pueblo natal, la Biblioteca Municipal que lleva su nombre y a la cual dio sus primeros 2000 libros; después siguió haciendo donaciones hasta su muerte. En 1963 escribió Una experiencia editorial, su autobiografía como editor. Murió de cáncer en 1965.
A su muerte, quedó como presidente de la editorial su viuda y como consejero delegado gerente su sobrino Carlos Aguilar González. En los años 70, Aguilar cuenta con sedes en Santiago de Chile, Ciudad de México, Montevideo y Buenos Aires, pero una década después, la crisis del mercado editorial español en Latinoamérica obliga a Carlos Aguilar a presentar suspensión de pagos en diciembre de 1982. 
En marzo de 1986 la editorial fue adquirida por el grupo editorial Timón, dirigido por Ignacio Cardenal, que asumió las deudas acumuladas a causa de la crisis de América Latina. En 2009 se creó en Tuéjar el Museo del Libro Manuel Aguilar Muñoz en su honor.